# Біатлон на Олімпійських іграх
Змагання з біатлону на зимових Олімпійських іграх вперше з'явилися на Олімпійських іграх 1924 в Шамоні та з Олімпійських ігор 1960 в Скво-Веллі включалися в програму кожних наступних Ігор. Спочатку змагання були чоловічими, жіночі дисципліни з'явилися на Олімпійських іграх 1992 в Альбервілі. У цьому виді спорту розігруються 11 комплектів нагород.
З Олімпійських ігор 1928 по Олімпійські ігри 1948 біатлон був демонстраційним видом спорту.

## Медалі
Оновлено після завершення зимових Олімпійських ігор 2022
| Місце               | Країна                           | Золото | Срібло | Бронза | Загалом |
| ------------------- | -------------------------------- | ------ | ------ | ------ | ------- |
| 1                   | Норвегія (NOR)                   | 22     | 17     | 16     | 55      |
| 2                   | Німеччина (GER)                  | 20     | 21     | 13     | 54      |
| 3                   | Франція (FRA)                    | 12     | 9      | 11     | 32      |
| 4                   | Росія (RUS)                      | 10     | 5      | 8      | 23      |
| 5                   | СРСР (URS)                       | 9      | 5      | 5      | 19      |
| 6                   | Швеція (SWE)                     | 6      | 6      | 6      | 18      |
| 7                   | Білорусь (BLR)                   | 4      | 4      | 3      | 11      |
| 8                   | НДР (GDR)                        | 3      | 4      | 4      | 11      |
| 9                   | Словаччина (SVK)                 | 3      | 3      | 1      | 7       |
| 10                  | Об'єднана команда (EUN)          | 2      | 2      | 2      | 6       |
| 11                  | Канада (CAN)                     | 2      | 0      | 1      | 3       |
| 12                  | ФРН (FRG)                        | 1      | 2      | 2      | 5       |
| 13                  | Україна (UKR)                    | 1      | 1      | 3      | 5       |
| 14                  | Болгарія (BUL)                   | 1      | 0      | 1      | 2       |
| 15                  | Чехія (CZE)                      | 0      | 4      | 3      | 7       |
| 16                  | Фінляндія (FIN)                  | 0      | 4      | 2      | 6       |
| 17                  | Австрія (AUT)                    | 0      | 3      | 3      | 6       |
| 18                  | Італія (ITA)                     | 0      | 1      | 6      | 7       |
| 19                  | Олімпійський комітет Росії (ROC) | 0      | 1      | 3      | 4       |
| 20                  | Словенія (SLO)                   | 0      | 1      | 1      | 2       |
| 21                  | Казахстан (KAZ)                  | 0      | 1      | 0      | 1       |
| 21                  | Польща (POL)                     | 0      | 1      | 0      | 1       |
| 21                  | Швейцарія (SUI)                  | 0      | 1      | 0      | 1       |
| 24                  | Хорватія (CRO)                   | 0      | 0      | 1      | 1       |
| Загалом (24 збірні) | Загалом (24 збірні)              | 96     | 96     | 95     | 287     |